# River Edge
River Edge est un borough situé dans le comté de Bergen dans l'État du New Jersey. En 2020, sa population est de 12 049 habitants.

## Toponymie
Le borough a été nommé ainsi en raison de sa situation le long de la Hackensack River.

## Démographie
Selon le recensement de 2020, la population de River Edge est de 12 049 habitants.

## Personnalités liées à River Edge
- Reino Aarnio, architecte américain d’origine finlandaise, né le 8 décembre 1912 à Turku et mort le 12 février 1988 à River Edge.
- Joanna Angel (née en 1980), réalisatrice, productrice et actrice de films pornographiques, a passé sa jeunesse à River Edge.
- Lee Meredith, née en 1947 à River Edge, actrice.
- John Walter Christie (1865-1944) natif de River Edge[3], ingénieur, inventeur et pilote de course automobile, principalement connu pour avoir mis au point la suspension Christie, utilisée sur de nombreux modèles de chars de la Seconde Guerre mondiale.

## Source de la traduction
- (en) Cet article est partiellement ou en totalité issu de l’article de Wikipédia en anglais intitulé « River Edge, New Jersey » (voir la liste des auteurs).